# 愛喲我的媽
《愛喲我的媽》是緯來綜合台推出的綜藝節目、靈異節目，東岳傳播製作，2011年6月6日首播。在2014年4月7日改版為《來自星星的事》。

## 節目簡介
《愛喲我的媽》是台灣綜藝兼靈異節目，由緯來綜合台監製。
第一版
2011年6月6日至2011年9月14日
第一版為庹宗康、許效舜主持，探討家庭關係、隔代相處的相關問題。
第二版
2011年9月14日至2014年4月3日
第二版改由庹宗康、趙正平主持，探討靈異鬼怪、稀奇玩意等話題。

## 主持人
- 探險隊長－庹宗康
- 探險先鋒－趙正平
- 天龍媽－許效舜

## 節目表

### 2011年
| 播出日期   | 節目主題                                                 | 節目來賓                                                                    |
| ---------- | -------------------------------------------------------- | --------------------------------------------------------------------------- |
| 2011.06.06 | 好哥們的首集賀禮好大獻寶 & 荒唐老爸求子經 老娘也傻眼？！ | 孫鵬, 屈中恆, 宋逸民, 夏克立, 布蘭妮, 莎媽, 萁萁媽                          |
| 2011.06.07 | 我的媽！愛漂亮也要適可而止！                             | 王思佳, 柯以柔, Makiyo, 布蘭妮, 水果媽, Ma媽媽                              |
| 2011.06.08 | 小康婚宴剉勒等！老娘也來出主意！！                       | 邵昕, 高山峰, Junior, 布蘭妮, 萁萁媽, 邵媽                                  |
| 2011.06.09 | Mother讓我沒面子！？                                     | 李佩甄, 張克帆, 王思佳, 布蘭妮, Lucky姐, 莎媽                               |
| 2011.06.10 | Mother就是流着調查專員的血！                             | 王思佳, 曲家瑞, 小Call, 布蘭妮, 萁萁媽, 水果媽                              |
| 2011.06.13 | 黃金剩鬥士！老娘告訴你問題出在哪！                       | 小鐘, 馬國賢, 潘若迪, Ma媽媽, 萁萁媽, 國賢媽                                |
| 2011.06.14 | 性教育好害羞 老娘教你說出口                              | 艾力克斯, Vicky, 高山峰, 布蘭妮, Ma媽媽, Lucky姐                            |
| 2011.06.15 | 你會這麼好 還不都是老娘投資你                            | 歡歡, Ivy, 眭澔平, Ma媽媽, 布蘭妮, Lucky姐                                  |
| 2011.06.16 | 戀愛變成馬子狗？老娘幫你出口氣！                         | NONO, 張克帆, 郭鑫, 布蘭妮, 莎媽, 廖輝英                                    |
| 2011.06.17 | 省過頭 當心財產變遺產！                                  | 米可白, 王彩樺, 黃靖倫, Ma媽媽, 布蘭妮, 莎媽                                |
| 2011.06.20 | 諧星也是人生父母養！                                     | 馬國賢, 丫子, 郭世倫, Ma媽媽, 國賢媽, 丫子媽                                |
| 2011.06.21 | 損友還是益友 老娘也會看走眼？！                          | 小鐘, 張克帆, 馬國賢, 布蘭妮, 國賢媽, 歡歡                                  |
| 2011.06.22 | 聽媽媽的話就錯了？！                                     | 李佩甄, 沈玉琳, 曲家瑞, 寶媽, Lucky姐, 廖輝英                               |
| 2011.06.23 | 你還在打小孩！這招管用嗎？！                             | 薇如, 小白, 曲家瑞, 寶媽, 國賢媽, 小白媽                                    |
| 2011.06.24 | 閃婚是種流行浪漫？還是賭注？！                           | 高山峰, 徐小可, 李易, 國賢媽, 廖輝英, 布蘭妮                                |
| 2011.06.27 | 看不順眼都要管？老娘也是紫荊女俠！！                     | 況明潔, 小馬, 嚴立婷, 布蘭妮, 莎媽, Ma媽媽                                  |
| 2011.06.28 | 我的瘋狂女婿！丈母娘也怕怕！？                           | 沈玉琳&芽芽, 陳霆&陳怡筠, 芽芽媽, 怡筠媽, 廖輝英                            |
| 2011.06.29 | 愛漂亮沒有終點 老娘活到老整到老！                        | 小甜甜, 杜詩梅, 程永熏, 吳昱昌, 布蘭妮, 莎媽, 廖輝英                        |
| 2011.06.30 | 老夫老妻拉警報！XX沒教的事！？                           | 任爸, 宋逸民&陳維齡, 布蘭妮, 國賢媽, 高玉珊                                 |
| 2011.07.01 | 母女情深來這套 假面媳婦智取婆婆！                        | 李佩甄, 沈玉琳, 嚴立婷, 布蘭妮, Ma媽媽, 廖輝英                              |
| 2011.07.04 | 康家有喜 老浪子康康結婚啦！！                            | 康康, NONO, 馬國畢, 寶媽, Ma媽媽                                            |
| 2011.07.05 | 夏日清涼打工賺很大！老娘羞到不敢看！                     | 王思佳, 白雲, Ma媽媽, 布蘭妮, 丫子媽                                        |
| 2011.07.06 | 青春好值錢！？寶島特產檳榔西施！                         | 寶媽, Vicky, 廖輝英, 白雲                                                   |
| 2011.07.07 | 小三剋星！偷吃無所遁形！？                               | 崔佩儀, 歡歡, 陳安儀                                                        |
| 2011.07.08 | 不可思議！美女竟然做這些工作！                           | 龐祥麟, 白雲, 廖輝英                                                        |
| 2011.07.11 | 出國唸書要了我的命！？                                   | 韓志傑, 歡歡, 胡佩蓮, 王凱蒂                                                |
| 2011.07.12 | 超惹火刺青美人！藝術？回憶？生命密碼？                   | 歡歡, 胡佩蓮, 王渝文                                                        |
| 2011.07.13 | 蝦咪！你竟然是風雲人物！？                               | 從從, 嚴立婷, 小Call, 小飛                                                  |
| 2011.07.14 | 太有趣啦！你打工的工作居然是！？                         | 小鐘, 郭彥均, 啾啾                                                          |
| 2011.07.15 | 老娘個個好賢淑 現代女人變了樣！？                        | 楊淇, 沈玉琳, GIGI, Gi媽, 布蘭妮, 莎媽                                      |
| 2011.07.18 | 炎炎夏日涼一下！阿飄星光大道！                           | 小馬, 大野, 宋新妮, 小白, 瑤瑤, 詹惟中                                      |
| 2011.07.19 | 大學生不睡覺 居然是為了做這件事？！                      | 郭鑫, 潘若迪, 郭惠妮, 曲家瑞                                                |
| 2011.07.20 | 老師我錯了 藝人道歉大會！                                | 沈玉琳, 廖輝英, 戎祥, 劉伊心, 大野, 小優                                    |
| 2011.07.21 | 迷信不是老人家的專利！年輕人也迷這套！？                 | 洪都拉斯, 林韋伶, 李妍瑾, 陳為民                                            |
| 2011.07.22 | 復古正當紅！你爸年代歌唱大會串                           | 劉子千, 張克帆, 大野, 小白, 洪都拉斯, 曲家瑞                                |
| 2011.07.25 | 男生禁地 女生宿舍的秘密？                                | 小禎, 郭惠妮, 薇琪, 白雲, 張兆志                                            |
| 2011.07.26 | 狗狗心事誰人知 寵物靈媒感應得到！？                      | 綠蒂雅(寵物靈媒), GIGI, 鄭凱中, 楊綉惠, 阿布                                |
| 2011.07.27 | 他在虛擬世界紅得不像話！？                               | 沈玉琳, 小鐘, AK(陳奕, 沈建宏), 卡古, 分手妹, 鯰魚哥, 趙芸, 早餐妹          |
| 2011.07.28 | 真心換絶情！換帖好友譴責翻臉大會                         | 小禎, 佩甄, 小甜甜, 班傑, Vicky, 郭鑫                                       |
| 2011.07.29 | 傻傻分不清？大牌就在你身邊！                             | 沈玉琳, 白雲, 丫子, 楊鬱虹, 呂巧玲, 柔柔, 林怡彣, 蔡侑達                    |
| 2011.08.01 | 膽小勿看！校園裡有鬼啊！！                               | Apple, 亮哲, 小優, 白雲, 小飛                                               |
| 2011.08.02 | 挫咧等！屎尿臨頭 失控的括約肌！？                        | 蔡英傑 (腸道保健專家), NONO, 高山峰, 郭惠妮, 瑤瑤, 焦糖哥哥                 |
| 2011.08.03 | 另類才女！沒想到她們這麼行！？                           | 白雲, 張克帆, 高山峰, 蒂芬妮, 潤潤 , RayRay, 陳冫茜, Dora                   |
| 2011.08.04 | 我的人生是一連串的笑話                                   | 小鐘, NONO, 小甜甜, 李佩甄, 殷琦                                            |
| 2011.08.05 | 停播一集                                                 | -                                                                           |
| 2011.08.08 | 阿飄星光大道之旅遊怪譚                                   | 高山峰, 馮媛甄, 張棋惠, 曲家瑞, 申東靖                                      |
| 2011.08.09 | 男人不安分？小三來敲門！到底是誰犯了錯！？               | 陳安儀, 林群峰, 白雲, 曾陽晴                                                |
| 2011.08.10 | 我的瘋狂求學史！小朋友不要學！！                         | 趙正平, 林智賢, 小飛, 小馬, 嚴立婷                                          |
| 2011.08.11 | 明星老闆當家！員工頭好大！？                             | NONO, 藍波, 簡沛恩, 婷婷                                                    |
| 2011.08.12 | 前進世界名校！喝洋墨水開眼界！                           | 眭澔平, 言言, 王凱蒂, 曲家瑞, 班傑                                          |
| 2011.08.15 | 阿飄星光大道之報告班長人家怕怕                           | 張友驊, 陳為民, 沈玉琳, 小飛, 馬國賢                                        |
| 2011.08.16 | 揭開人妻可怕的真面目之人妻金像獎                         | 小禎, 洪百榕, Vicky, 倪雅倫                                                 |
| 2011.08.17 | 停播一集                                                 | -                                                                           |
| 2011.08.18 | 環遊世界 就要JOHN玩！                                    | 路嘉怡, 劉軒, Ruby, 林龍                                                    |
| 2011.08.19 | 宅經濟發酵 藝人網購買到起肖！                            | 王思佳, 米可白, 啾啾, 鄭凱中, 錢柏渝, 小胖 (網購達人)                       |
| 2011.08.22 | 阿飄星光大道之醫院怪談                                   | 張棋惠, 趙芸, 白白, 張克帆, 劉駿耀                                          |
| 2011.08.23 | 今天要掛哪一科？俏護士告訴你！                           | 趙正平, 小鐘, 陳志強, 白衣天使：小面, 瑋婷, 小晴, 妹妹, 芷榕                |
| 2011.08.24 | 籃球明星私生活大公開                                     | 林群峰, 哈孝遠, 楊玉明, 嚴立婷, 張智峰                                      |
| 2011.08.25 | 無法一手掌握的大胸美女大集合！                           | 高山峰, 邵庭, 郭彥甫, 欣儀, Kiki, Alice, 晶晶, 羽庭                         |
| 2011.08.26 | 寵物靈媒之我和我的寵物情人                               | 沈玉琳, 杜莉德, 游喬軒&娜娜, 曹蘭&Tola&皮蛋&蛋, 瑤瑤&妹妹                   |
| 2011.08.29 | 阿飄星光大道之猛鬼來敲門                                 | 李愛綺, 黃鐙輝, 丁小芹, 曾少宗, 小孟老師                                    |
| 2011.08.30 | 炎炎夏日！焦糖美人來報到！                               | 從從, 米可白, 哈孝遠, 小紅, Rocio, 小君, Kiddy, 李煒                        |
| 2011.08.31 | 令人羡慕到流淚的職業博覽會！                             | 黃鐙輝, 路嘉怡, 亮哲, 爾雅, 葉若維, 黃賢傑                                  |
| 2011.09.01 | 停播一集                                                 | -                                                                           |
| 2011.09.02 | 不可思議！美女職業連連看                                 | 白雲, Gino, 郭彥均, 李嘉馨, 蜜潔, 楹子, 程玲, 小美                          |
| 2011.09.05 | 驚夏鬼流感 受驚排行榜！                                  | 謝沅謹, 李羅, 小禎, Ruby, 安歆沄                                            |
| 2011.09.06 | 熱血不要命？！五花八門瘋環島                             | 小鐘, 楊子儀, 何豪傑, 段慧琳, 蕭健宏, 黎政諺, 邱建哲, 林彤珈, 李孟哲        |
| 2011.09.07 | 月老你很久沒來了 剩女風水人相大公開！！                  | 曲家瑞, 王思佳, 小甜甜, 殷琦, 黃友輔 (命理老師)                             |
| 2011.09.08 | 體育資優生 真假健健美女孩猜一猜                          | 許慧欣, 陳幼芳, 郭彥均, Jason, 亮亮, Abby, 大貓, 小麥, 姿宜                 |
| 2011.09.09 | 為了你 男友徹夜難眠 不安心美女大賞                       | 安心亞, 洪都拉斯, 黃靖倫, Ley Ley, Flora, 伊蓮, 映蓁, Veronica              |
| 2011.09.12 | 驚夏鬼流感！！受驚排行榜 Part2                           | 黃朝明 (台灣飛碟協會理事長), 小鐘, 潘慧如, 謝麗金, 高伊玲                   |
| 2011.09.13 | 那些年 我們怎麼追的女孩？                                | 沈玉琳, 陳亦飛, 郭鑫, 曾陽晴, Ivy, 倪雅倫                                   |
| 2011.09.14 | 跳舞是最有效的微整型 勁舞女孩選拔賽                      | 趙正平, 許傑輝, 藍波, Ivy, Christine, Ashely, 米飛, Sandy, S Bi Bi          |
| 2011.09.15 | 給我沈佳宜 其餘免談！！女明星變身氣質學生妹              | Jason, 陳志強, 李明川, 李妍瑾, 麻衣, 嚴立婷, 小禎                           |
| 2011.09.16 | 男生就愛這種氣質妹 音樂系才女PK賽                        | 劉軒, 艾力克斯, 班傑, 倪倪, Lynn, Ashlee, 優優, 舒璇                        |
| 2011.09.19 | 受驚排行榜第三彈 越夜越可怕 小心感染“鬼流感”             | 眭澔平, 從從, 張本渝, 范筱梵, 柯雅馨                                        |
| 2011.09.20 | 原住民美女那ㄟ架笑虧 原民美少女選拔大賽                  | 宋少卿, 高蕾雅, 阿洛, 維多, Yumi, 阿Sa, 喜靡                                |
| 2011.09.21 | 狗狗抖包袱才藝大賽之我要變成貴婦狗                       | 殷琦, 郭彥甫, 洪棠, 小乖媽, 參賽狗：半糖, Claire, Hana, Bobe                |
| 2011.09.22 | 怎樣！我的業績就是比你好 正妹店員PK賽                    | 小鐘, 高山峰, 丁小芹, Wendy, Amber, 安琪, 鬱涵, Mei                         |
| 2011.09.23 | 連羅志祥蔡依林也甘拜下風 小小舞神選拔賽                  | 洪都拉斯, NONO, 藍波, 果凍姐姐, 楊亦嫻, 盧浩, Kiki, 莊世筠, 羅祥佑          |
| 2011.09.26 | 牛頭馬面杯小心嚇到地獄18層                               | 高大成(法醫), 龐祥麟, 楊子儀, 啾啾, 倪雅倫, 陳仙梅                          |
| 2011.09.27 | 女大十八變？！美女不堪入目證件照大公開                   | 潘慧如, GIGI, 瑤瑤, 婷婷, 薇薇, 花花, 漢娜                                  |
| 2011.09.28 | 让狗狗知道谁才是老大 疯狂宠物管训班                      | 张善为 & 布丁, 王思佳 & 荳荳, 柯雅馨 & GIGI, 范筱梵& 趴趴熊, 熊爸(宠物专家) |
| 2011.09.29 | 老闆不是人 各個都是吸金首腦 千萬煉金術大解碼             | 小馬, Ivy, 林秀琴, Chris (炸醬麵), 阮啟偉 (肉乾), 廖經理 (燒肉)             |
| 2011.09.30 | 百萬點閲率憑什麼？人氣美女素顏HOLD不住？                 | 王耀慶, 黃鐙輝, 古小瑋, 彤彤, 寧寧, 妹妹, Kitty, 水水                       |
| 2011.10.03 | 牛頭馬面杯鬼話大賞 你確定你旁邊坐的是人嗎？              | 王瑞德, 黃雨欣, 阿布, 依依, 鄭凱中                                          |
| 2011.10.04 | 就是比男人有氣魄！！重機美人                             | 白雲, 孫國豪, Chris, 小馬, 佩芳, Vina                                       |
| 2011.10.05 | 你們實在太奇葩了！不思議爆紅奇人大賞                     | 豆花妹, 敖犬, 小煜, 威廉, 阿緯, 蕭告, 宥方手, 林韋良, 華華                  |
| 2011.10.06 | 你們的台語也太破爛了！台語歌唱擂台開戰                   | 澎恰恰, 許傑輝, Ruby, 班傑, 王凱蒂, 梁一貞                                  |
| 2011.10.07 | 停播一集                                                 | -                                                                           |
| 2011.10.10 | 牛頭馬面杯鬼話大賞 今晚陰差真的來了！                    | 徐小可, 郭彥甫, 洪棠, 劉駿耀, 龍千玉, 袁小迪                                |
| 2011.10.11 | 好想成為你腿上的絲襪 長腿美女也太撩人了吧                | 艾力克斯, 郭彥均, 錢帥君, Emilly, Paulina, 嬿茹, 蜜兒                       |
| 2011.10.12 | 全裸入鏡 尺度全開！？寵物寫真比男明星還暢銷              | 婷婷, 薇琪, 大野, 方宏齊 (狗狗攝影師)                                       |
| 2011.10.13 | 愛喲達人秀 今晚讓你大開眼界                              | 沈玉琳, 小禎, 小優, Echo, 粘仕傑, 琪琳阿嬤, 游松澤, 火寶寶                  |
| 2011.10.14 | 花錢還要找罪受 壞房東滾蛋                                | 鄭凱中, 郭惠妮, 馮媛甄, 宋新妮, 張秀滿                                      |
| 2011.10.17 | 牛頭馬面杯鬼話大賞 今晚真的見鬼了                        | 陳立芹, 陳高超, Renee, 唐志中, 嚴立婷, 王豪                                 |
| 2011.10.18 | 挑戰裸露尺度 清純女星也可以這麼火辣啊？！                | 小鐘, 古小偉, 楊子儀, 白白, 瑤瑤, Ivy, 啾啾                                 |
| 2011.10.19 | 兄弟姐妹們 今晚一起打野戰！                              | 高山峰, 馬國賢, Gato, 安妮, 瓦尼塔, 波蜜, 小依                              |
| 2011.10.20 | 這種ㄍㄡˇ語憑什麼當主播啊！！                            | 小鐘, 何戎, 洪棠, 楊綉惠, 安歆沄, Vicky                                     |
| 2011.10.21 | 你怕冷場嗎？過High女王讓你興奮一整晚                     | 白雲, 張克帆, 小甜甜, 夏天, 小杜, 家軒, Yumi                                |
| 2011.10.24 | 牛頭馬面杯鬼話大賞 半夜不睡覺 小心鬼纏身                 | 況明潔, 僅雯, Junior, 張庭禎 (濟公律師), 郭惠妮, 藍波                       |
| 2011.10.25 | 腰瘦美女 好怕輕輕一碰就斷了                              | 郭世倫, Jason, 王尹平, 韋韋, 翊萱, 姵瑜, 蛋蛋                               |
| 2011.10.26 | 居然有人養這個當寵物？！怪奇寵物大展！！                 | 曾少宗, 柯雅馨, 啾啾, 無敵寶 (藏獒), 黃金蟒, 蟒蛇先生                       |
| 2011.10.27 | 他們的英文爛到有剩！爆笑英語歌唱賽！                     | 賴世雄, 班傑, 王彩樺, 沈玉琳, 張峰奇, 楊青倩                                |
| 2011.10.28 | 開那麼快是要趕去哪裡 玩命賽車手生死一瞬間！              | 孫國豪, 張兆志, 玩命賽車手：毓婷, 宥志, 昱仁, 仁稚                          |
| 2011.10.31 | 牛頭馬面杯鬼話大賞 風水陰地 生人請迴避                   | 鐘欣怡, 郭彥均, 王思佳, 胡孝誠, 斯容, 包偉銘                                |
| 2011.11.01 | 每個觀光客心中都有一個夜市美女！觀光夜市美姬大戰         | NONO, 郭彥甫, 夜市美姬：小麥, 小翊, Megan, 曉育                             |
| 2011.11.02 | 你錢太多嗎？這玩意兒你也收藏？！                         | 藍波, NONO, 阿發, 劉康毅, 蔡英傑, 楊超傑, 小藍波                            |
| 2011.11.03 | 艷麗女星變變變 我也是超青春小資女孩                      | 艾力克斯, 馬國賢, 洪百榕, 佩甄, 陳維齡, 小禎                                |
| 2011.11.04 | 不要再說我胖了！拼了命也要瘦下來！                       | 小甜甜, Jason, 趙芸, 鐘醫師, 小胖 (芭蕾有氧老師), May (瑜珈老師)            |
| 2011.11.07 | 牛頭馬面大賞 天亮前都不得安寧！                          | 謝忻, 孫國豪, 曾雅蘭, 張兆志, 崔佩儀, 王瑞德                                |
| 2011.11.08 | 老闆我要兩球冰淇淋！大胸美女全都露                       | 高山峰, Junior, Claudia, 小八, 廷廷, 馬友蓉                                 |
| 2011.11.09 | 為了什麼連命都拿來玩？？極限運動美女愛瘋了               | 高山峰, 阿布, 管管, 朱佩瑜(滑板), 奇妙(衝浪), 鄭邦中 & 鄭喬鴻               |
| 2011.11.10 | 女星變變變 讓我變成經典劇女主角吧！！                    | 從從, 黃鐙輝, 王思佳, 鐘欣怡, 徐小可, 殷琦                                  |
| 2011.11.11 | 哪種算命比較準？！命理大街今晚開張啦                     | 宋新妮, 鄭凱中, 洪棠, 文曲居士, 高連凱, 女巫姐姐, 王凱玄                    |
| 2011.11.14 | 停播一集                                                 | -                                                                           |
| 2011.11.15 | 光滑細緻好想摸一把！美背女王殊死戰                       | 阿Ben, 郭鑫, Lucy, Min Min, 詩詩, Hitomi                                    |
| 2011.11.16 | 就是要赤裸裸的肉搏戰 明星摔角選手！！                    | 白雲, 安歆沄, Ruby, 林群峰, 小甜甜                                          |
| 2011.11.17 | 女星變變變 原來運動服也可以穿得超火辣！！                | 沈玉琳, 自由發揮 (李伯恩, 阿達), 瑤瑤, 趙芸, 郭惠妮, 王尹平                 |
| 2011.11.18 | 這聲音好熟悉喔！幕後配音員獻聲實錄                       | 申東靖, 殷琦, 小優, 配音員：德仔, 王瑞芹, 林凱羚                            |
| 2011.11.21 | 異次元檔案揭密！！是人 是鬼 還是外星人？！               | 李愛綺, 張富, 羽庭, 謝麗金, 王瑞德, Super 7                                 |
| 2011.11.22 | 停播一集                                                 | -                                                                           |
| 2011.11.23 | 真的假的你有養這個？！怪奇寵物大展                       | 藍波, 斯容, 永婕, 秘魯白化紅尾蟒, 高加索犬, 金頭澤巨蜥, 鴕鳥                |
| 2011.11.24 | 女星變變變 叫我星光大道上的性感女神！！                  | 小鐘, 林國基, 古小偉, 白白, 宋新妮, 柯雅馨, Ivy                             |
| 2011.11.25 | 停播一集                                                 | -                                                                           |
| 2011.11.28 | 驚魂鬼燈獎 刑案現場千萬不要亂說話                        | 高大成 (法醫), 向語潔, 蘇炳憲, 李興文, 佩佩                                 |
| 2011.11.29 | 非美勿擾！！老趙終結單身就在今天                         | 張克帆, 唐志中, 李玉珮 (命理師), Jenny, 小八, Andrey, 蜜兒                  |
| 2011.11.30 | 這樣也能刺？！人皮畫師之另類名畫大賞                     | 高山峰, 郭世倫, 刺青師：陳政雄, 陳政男, 黃棋泉                              |
| 2011.12.01 | 女星變變變 她憑什麼當空姐啊！！                          | 劉平, 馬國賢, NONO, 潘慧如, 李妍瑾, 張棋惠, 楊綉惠                          |
| 2011.12.02 | 什麼都能抓？！徵信業者不能說的秘密                       | 沈玉琳, 小禎, 專業抓猴徵信團                                                |
| 2011.12.05 | 驚魂鬼燈獎 你確定你看到的是人嗎？                        | 向蕙玲, 殷琦, 周健, Gino, 胡孝誠                                            |
| 2011.12.06 | 這不是真的！！聰明性感她們都有耶！！                     | 汪建民, 孫國豪, 糖糖, Claire, Ashely, Wendy                                 |
| 2011.12.07 | 賺翻了！！購物專家全都不是正常人！！                     | 王思佳, 鄭凱中, 購物專家：玉菲, 斯容, 禹安, 庭旭                            |
| 2011.12.08 | 女星變變變 性感女大兵的操練日記                          | 從從, 陳志強, 馮媛甄, 洪棠, 邵庭, 小優                                      |
| 2011.12.09 | 老闆行行好 來點新鮮的尾牙秀好嗎？                        | 李佩甄, 小禎, Jason, 小雷, 無雙樂團, 楊元慶, 孫於婷, 阿海師                 |
| 2011.12.12 | 驚魂鬼燈獎 猛鬼飯店PK恐怖攝影棚                          | 鄭仲茵, 趙芸, 小孟老師, 劉駿耀, 陳為民                                      |
| 2011.12.13 | 好危險！！惹火內衣網拍女模的寫實生活                     | 艾力克斯, 楊子儀, 佐山愛, 瑠川裡菜, 小花, 阿白, 小MO, Pinky                 |
| 2011.12.14 | 天啊！！也太萌了！！寵物時尚伸展台寫真大賽               | 麻糬媽, 方宏齊, 林智賢, 張棋惠, 黃鐙輝 & 金吉拉, 庭庭, 茶茶                 |
| 2011.12.15 | 女星變變變 粗工美女快來幫我修水管                        | 白雲, 民雄, 王思佳, GIGI, 王俐人, 林秀琴                                    |
| 2011.12.16 | 職業級撞球辣妹今晚陪你爆桿啦！                           | 小鐘, 郭彥均, 傅宇昊, 撞球辣妹：魏子茜, 周婕妤, 賴慧姍, 詹雅庭              |
| 2011.12.19 | 驚魂鬼燈獎 在你背後的到底是誰？                          | 鄭凱中, 兵家綺, 傅子純, 紫衣, 王瑞德                                        |
| 2011.12.20 | 別再裝了！！你跟李大仁才不是純友誼！！                   | 沈玉琳, 張兆志, 殷琦, 郭惠妮                                                |
| 2011.12.21 | 就是養這個才炫！！怪奇寵物博覽會                         | 馬國賢, 洪棠, 天天, 黑喉巨蜥, 灰鸚鵡, 豹貓, Percheron馬                     |
| 2011.12.22 | 女星變變變 強勢又美麗的輕熟女主管程又青                  | NONO, 狄志傑, 斯容, 曲家瑞, Ruby, 蘿莉塔                                    |
| 2011.12.23 | 誰說只有阿宅才會愛超人氣電玩美女                         | 張克帆, 郭彥甫, 電玩美女：辛咩咩, 蛋蛋, 希丞, 小百, 虎牙                    |
| 2011.12.26 | 驚魂鬼燈獎 他們看得到我們看不到的？！                    | 陳子強, 楊綉惠, 趙駿亞, 張茵茵, 張友驊                                      |
| 2011.12.27 | 男人 女人 誰比較會取悅對方？                             | 何豪傑, 班傑, 曲家瑞, 宋新妮                                                |
| 2011.12.28 | 寵物心事 讓塔羅告訴你！！                                | 彤彤, JR, 林利霏, 江宏恩, 小孟老師                                          |
| 2011.12.29 | 女星變變變 這款展場女郎HOLD得住宅男嗎？                  | Jason, Junior, 徐至琦, 林美照, 王子若, 小甜甜                               |
| 2011.12.30 | 酒國女英雄今晚陪你乾一杯！！                             | 王思佳, 馬國賢, 高山峰, Kiki, Vera, Viviana, Jessica (品酒師)               |

### 2012年
| 播出日期   | 節目主題                                 | 節目來賓                                                           |
| ---------- | ---------------------------------------- | ------------------------------------------------------------------ |
| 2012.01.02 | 驚魂鬼燈獎 撞邪都是因為八字輕？！        | 歡歡, 胡孝誠, 廖輝英, 劉伊心, 周健                                 |
| 2012.01.03 | 動漫美女 全都活生生走出來啦！！          | 從從, 曾少宗, 采緹, 藍小香, 小燐, Neneko, Denka                    |
| 2012.01.04 | 停播一集                                 | -                                                                  |
| 2012.01.05 | 女星變變變 電梯小姐的笑容都是假的        | 小鐘, 班傑, 佩甄, 小Call, Vicky, 依依                              |
| 2012.01.06 | 用力揮杆吧！！高爾夫球女孩的裙襬飛起來了 | 包偉銘, Gino, 高球美女團：王美雲, 張莉偵, 陳姳讌, 錢佩芸           |
| 2012.01.09 | 驚魂鬼燈獎 看到不該看的都是命中注定？！  | 丁國琳, 詹惟中, 陳高超, 林秀琴, 眭澔平                             |
| 2012.01.10 | 無言的結局？當類戲劇女王遇上偶像劇綠葉   | 謝麗金, 張兆志, 芷薇, 玉紫, 羽庭, 彭曉彤                           |
| 2012.01.11 | 節日要有她才鎮得住場面 廟會漂亮寶貝~集合 | 陳子強, 陳志強, 廟會寶貝：鬱卿, 可潔, 涵馥, 嘟嘟                   |
| 2012.01.12 | 女星變變變 大老婆小心 美艷家政婦來了！！ | 何戎, 郭鑫, 安歆沄, 歡歡, 湘瑩, 劉薰愛                             |
| 2012.01.13 | 咻~飆速甩尾辣妹！！就是要這麼嗆！！      | 張克帆, Junior, 甩尾女王團：筱欣, 嘉之, 草莓, 豆子, 佩珊           |
| 2012.01.16 | 驚魂鬼燈獎 為什麼你要跟着我？！          | 星星王子, 楊麗菁, 小孟老師, 劉駿耀, 李冠儀                         |
| 2012.01.17 | 魔鬼藏在細節裡！！破案關鍵居然是…        | 眭澔平, 劉駿耀, 王瑞德                                             |
| 2012.01.18 | 恩公您來啦！！高收視率都是托您的福！！   | 李㼈, 王凱蒂, 洪棠, 阿結, 楊元慶, 藏獒無敵寶, 黃金蟒, 陀螺王阿海師 |
| 2012.01.19 | 女星變變變 重金屬搖滾辣妹的失控人生      | 高山峰, 黃鐙輝, 馮媛甄, 洪百榕, 況明潔, 丫子                       |
| 2012.01.20 | 牙齒痛嗎？啊~讓美女牙醫幫幫你！！        | 宋新妮, 夏克立, 曾少宗, 小蠻, 美女醫師團：劉院長, 莊小姐, 楊醫師   |

- 0731 你不懂我的明白！原民婚姻生活是瘋狂喜劇片？！
- 0801 先進軍事武器都是外星人傳授的終端科技？！
- 0802 白藍盃笑話對決─重量級諧星今晚火力全開啦！！
- 0803 3D魔力全開！今晚讓我們一起破解魔術師的手法！！

- 0806 驚魂鬼燈獎！今晚你見鬼了嗎！！
- 0807 爆紅人物！你怎麼可以不知道他的存在！！
- 0808 生人勿近！亞馬遜河充滿了3D食人怪？！
- 0809 白藍盃笑話對決─想當諧星不是件簡單的事！！
- 0810 3D魔力全開！奇幻魔術手法大解密！！

- 0813 驚魂鬼燈獎！牠無所不在！你想逃都逃不了！
- 0814 原住民勇闖天龍國！常常有說不清楚的明白？！
- 0815 內幕直擊！讓人聞風喪膽的殘暴毒梟！
- 0816 白藍盃笑話對決─搞笑是諧星的生存之道！！
- 0817 驚驚！超危險路段開車經過千萬要小心！！

- 0820 驚魂鬼燈獎！救命啊！祂從電視機爬出來了！
- 0821 3D魔力全開！學魔術讓你變成萬人迷！！
- 0822 超自然力量爆發！靈動地帶恐怖傳說都是真的！！
- 0823 白藍盃笑話對決─救命啊我笑到差點失禁了！！
- 0824 意想不到的狀況百出！搭飛機有夠折騰人！！

- 0827 驚魂鬼燈獎！半夜不要亂開門！小心祂趁虛而入！
- 0828 原住民育兒寶典充滿了搞笑短劇情節！！
- 0829 有沒有這麼聰明？高智慧怪生物全面曝光！
- 0830 白藍盃笑話對決─拼了命都要讓你笑出來！！
- 0831 山中落難怎麼辦？過來人告訴你如何絕境求生！！

- 0903 驚魂鬼燈獎！哪來的膽子敢跟祂做對？
- 0904 大明星的聯誼趴！充滿不能說的八卦！
- 0905 幽浮X檔案！出發到火星找外星人！
- 0906 白藍盃笑話對決─沒把觀眾逗笑就不配當諧星！！
- 0907 警告！駕駛人請注意！前方是危險路段！！

- 0910 驚魂鬼燈獎！闖入幽靈人間的恐怖體驗？！
- 0911 瘋狂原民旅行團有你想不到的崩潰笑果！！
- 0912 攤開靈動地圖，才知道處處有恐怖傳說！！
- 0913 白藍盃特別企劃～保證讓全民都起「笑」！！
- 0914 下水前請深思熟慮！危險水域真的不是開玩笑？！

- 0917 驚魂鬼燈獎～千萬別亂撿東西！小心祂找上你？！
- 0918 明星轉生術～改變容貌不是只有妖才辦得到！！』
- 0919 科學無法解釋之謎～穿越時空去旅行！！
- 0920 白藍盃特別企劃～評審拜託你笑一下啦！！
- 0921 偷窺明星私生活！從社群網站下手就對啦！

- 0924 驚魂鬼燈獎～無所不在的靈異怪談？！
- 0925 讓屋主崩潰的不速之客！原民今天外宿中！』
- 0926 幽浮影片來了！太空人其實都看過外星人！！
- 0927 白藍盃特別企劃～笑彈發射！讓你一個都逃不了！！
- 0928 登山災難一觸即發！小心去了回不來！

- 1001 驚魂鬼燈獎～如影隨形的人間幽靈跟上你了！
- 1002 這能在節目上說嗎？明星家轟趴八卦好多啊！
- 1003 無解之謎！不可思議的都市怪談！
- 1004 小資理財向前衝！如何用三千元賺到一百萬？！
- 1005 全面搜救！災難現場的第一手恐怖景象！

- 1008 驚魂鬼燈獎～說鬼故事小心被他聽到！
- 1009 節約生活把他們都搞瘋了？原住民省錢大作戰！
- 1010 親眼目睹！傳說中的怪物終於現身！
- 1011 日本摔角高手開班授課！藝人怕怕！
- 1012 超震驚！離奇毒殺案的破案關鍵居然是...

- 1015 驚魂鬼燈獎～半夜亂開門小心走到陌生的世界！
- 1016 第一手內幕！精彩八卦都在明星聯誼趴？！
- 1017 是真的！超級名人都見過外星人！
- 1018 白藍盃笑話對決～要當喜劇之王先學會講笑話！
- 1019 國道驚魂！讓人不敢置信的公路傳說！

- 1022 驚魂鬼燈獎～看到就看到千萬不要說出來？！
- 1023 噓～小聲點！明星飯局好多猛爆型內幕？！
- 1024 奇水怪談！神秘無解的湖泊傳說？！
- 1025 錢都花去哪了？發票裡有不可告人的秘密？！
- 1026 打開明星的行李箱竟然發現了這個東西？！

- 1029 驚魂鬼燈獎～有些地方不能說鬼故事？！
- 1030 原住民V﹒S新住民！到底誰是天才褓姆？
- 1031 萬聖節的由來竟是一連串的幽靈傳說？
- 1101 打開恐怖飛行日誌竟然發現了？
- 1102 驚險一瞬間！土石流擋也擋不住？！

- 1105 驚魂鬼燈獎～祂來了你該怎麼辦？！
- 1106 啊～我和蟑螂搏鬥的尖叫人生！
- 1107 星際大戰是真的？外星人戰隊猛烈來襲？
- 1108 破案關鍵～除了DNA還有你不知道的離奇線索！
- 1109 有口皆碑推薦大賽！超實用新奇小物來了！

- 1112 驚魂鬼燈獎～角落裡是誰一直盯著你看？
- 1113 阿公眼脫窗太太看成娘？我的近視人生好瞎！
- 1114 地球表面有刺青？裡頭還藏著超凡秘密？
- 1115 冠軍刺青客和他的美女人皮畫布
- 1116 脫軌演出！鐵道駭聞信不信由你

- 1119 驚魂鬼燈獎～小心點！你知道他在等你嗎？
- 1120 原住民VS新住民 媽媽咪呀！這種偏方你敢試嗎？
- 1121 正氣凜然的官邸居然也鬧恐怖怪談？
- 1122 媽啊！老鼠居然在我家裡住了下來！
- 1123 直達黃泉的恐怖路段一個閃神就沒命了？

- 1126 驚魂鬼燈獎～猛鬼入鏡的原因是因為有話跟你說？
- 1127 盛竹如的美女主播養成班！
- 1128 異次元殺機！幽冥船到底要開去哪裡？
- 1129 跨國火車奇談聽了有益生命安全！
- 1130 破案關鍵～搭錯計程車小心永遠回不了家？

- 1203 驚魂鬼燈獎～愈是鐵齒愈會來找你！
- 1204 超激辯論會～我才是不要命的瘋子！你滾邊吧！
- 1205 世界末日來了人類能全身而退嗎？
- 1206 溫泉鄉的奇幻怪談信不信由你？
- 1207 破案關鍵～恐怖旅社！有錢入住沒命出來？

- 1210 驚魂鬼燈獎～恐怖喔！是誰打開司馬爺爺的靈異怪譚？
- 1211 超激辯論會～豪奢女鬥凍酸女！老娘就想這樣花錢不行嗎？
- 1212 機要文件解密！原來外星人基地在這裡！
- 1213 又醜又怪又鬧鬼！來陰的旅館大家搶著住？
- 1214 超『駭』怕？重返海上災難的第一現場！

- 1217 驚魂鬼燈獎～後宮真鬼傳！宮廷靈異一個都不能少！
- 1218 超激辯論會～鋼管妞尬天鵝妹！誰說你的舞蹈才高級！
- 1219 末日火山？滅種病毒？地球的最後一天誰來終結？！
- 1220 救援任務啟動！真英雄的救難人生很壯烈？
- 1221 煞不住！遊覽車奪命意外防不勝防？

- 1224 驚魂鬼燈獎～見鬼旅行團的旅遊指南？
- 1225 超激辯論會～非巨即貧！胸部大小讓人家好困擾！
- 1226 國際冷血殺手訓練營：暗殺聯盟一出手就不留活口？
- 1227 翻閱空難事件簿！原來墜機事故是這樣造成的！
- 1228 殺機找上門！放學了學生能平安回家嗎？

### 2013年
- (2012年)1231 （停播）
- 0101 超激辯論會～失控！脫序！瘋癲王的寶座是我的啦！
- 0102 擋不了的核子戰爭！人類滅絕都是它害的？
- 0103 救命還是要命？駭人醫院讓你冷汗直流！
- 0104 讓罪犯無所遁形！鑑證神探：楊日松&李昌鈺！

- 0107 驚魂鬼燈獎～祂有話要說？所以來找你了
- 0108 超激辯論會～整型姬pk靠妝女！哪種後天美人比較不嚇人？
- 0109 死神駐守的陰奇公路你敢開上去嗎？！
- 0110 打119就對了！救護車出動搶救生死一瞬間！
- 0111 鎮不住！陰森刑場怪談把你嚇到魂都飛了！

- 0114 驚魂鬼燈獎～夠膽夜奔鬼屋就別怕回不了家！
- 0115 超激辯論會 俊男美女PK顛男丑女之我要活下去！
- 0116 挖寶賠上命？冒險王終究敵不過詛咒魔掌！
- 0117 有拜有保庇？有些廟還是不要亂拜比較好！
- 0118 獸性DNA引爆！嗜血兇嫌犯案不眨眼！

- 0121 驚魂鬼燈獎～怨靈入侵的夜晚怎麼睡得安穩？！
- 0122 超激辯論會～說話大聲不見得有人聽？虎霸王和小貓咪的分貝之戰！
- 0123 樣版兒童？女間諜？原來極權北韓都產這些？
- 0124 改運趁現在！有心人人都是風水達人！
- 0125 防止虐童案一再發生！我們能做些什麼呢？

- 0128 驚魂鬼燈獎～你敢一個人闖進鬼宇宙嗎？
- 0129 超激辯論會～不要搶！校園瘋人榜頂尖人物是我啦！
- 0130 惡靈入侵！被詛咒的娃娃你敢玩嗎？
- 0131 還不早點回家？暗夜惡狼正在角落等你呢！
- 0201 拿下濃妝面具！女明星妝前妝後到底差幾歲？

- 0204 驚魂鬼燈獎～磁場大亂！陰陽失調！接下來就有駭事發生啦？！
- 0205 超激辯論會～好哥們V﹒S姊妹淘，誰的友情比較不可思議！
- 0206 比險峻景色還奇怪！這些場合擠到快爆炸了！
- 0207 英雄出少年！達人秀讓你想點滑鼠按『讚』！
- 0208 樂透魔咒：到底飛來的是橫財還是橫禍？！

- 0218 驚魂鬼燈獎～鎮定！別慌了手腳讓祂看到你
- 0219 寵物診療室：小心餵食！別讓你的寵物吃出病來！
- 0220 冰原歷險『悸』！奪命南極有不能說的秘密？
- 0221 歡迎光臨招魔旅館！這裡的氣氛很『陰』式！
- 0222 兇手保持沉默但證據會說話！鑑證神探楊日松。李昌鈺 2

- 0225 驚魂鬼燈獎～走夜路請小心！有可能一回頭就看見祂！
- 0226 超激辯論會！失控哥PK暴衝姐！情緒上來就崩潰啦！
- 0227 『詛咒？怪事筆記本裡都是解不開的謎？！
- 0228 找祂求偏財？用錯方法事情就大條了！
- 0301 獵殺梟雄！凌晨密令一頒布就行動！

- 0304 驚魂鬼燈獎～鍾馗爺爺！趕快現身來救我！
- 0305 （重播2012系列）
- 0306 超激辯論會！一起瘋玩吧！跟我出團才會直達「崩潰之巔」！
- 0307 痘疤？黥面？地球的臉上還有什麼怪東西？！
- 0308 偷拐搶騙！海外旅遊讓你玩得步步驚心？

- 0311 驚魂鬼燈獎～噓！祂們再說鬼魅掏心話…
- 0312 超激辯論會！嚴苛系PK寬心系！人生苦短！不能放縱的過日子就好嗎？
- 0313 靈異飯店指南：哪一間鬧最兇你知道嗎？！
- 0314 神之祭典？魔幻嘉年華？這些節慶讓你心驚驚！
- 0315 誆財騙色？駭人神棍的罪孽萬惡不赦！

- 0318 驚魂鬼燈獎～來自靈度空間的幽闇逆襲！
- 0319 超激辯論會！敗金女鬥摳男！錢就是要亂花才痛快？
- 0320 離奇懸案！缺了一角的線索拼圖誰能終結偵辦？
- 0321 飛機上有蛇？機長搞自拍？機艙裡什麼詭事都有？
- 0322 侵入陰家重地！盜墓賊都沒好下場？！

- 0325 驚魂鬼燈獎～陰風大起！今晚詭當家…
- 0326 超激辯論會！崩潰哥PK決堤姐！分手那天比悲慘世界還要慘？
- 0327 翻牆跨界來找你？借身還魂不只是鄉野怪談！
- 0328 詭怪神準？這些廟的威力不是你能隨便招惹的！
- 0329 破案關鍵：故佈疑陣？揪出偽裝殺人案的犯罪真兇！

- 0401 驚魂鬼燈獎～厄夜監視器到底錄到了什麼？
- 0402 超激辯論會！黴干女PK潔癖男！恐怖衛生習慣讓人吐血啦！
- 0403 生人迴避！廢墟是給祂們住的冥居…
- 0404 （重播2012系列）
- 0405 破案關鍵：衰神惡煞詭纏身？極陰凶宅誰敢住？

- 0408 驚魂鬼燈獎～嘿！你敢跟他一起玩嗎？！
- 0409 超激辯論會！老闆不是人！『打工仔』瘋癲大反攻！
- 0410 有口皆碑推薦大賽！超實用新奇小物來了！
- 0411 怪談邪會：亂闖墳場！下場請自行負責！※新單元 怪談邪會
- 0412 破案關鍵：大震驚！名人兇殺案攻陷媒體頭條！

- 0415 驚魂鬼燈獎～印堂發黑！可能是祂煞到你…
- 0416 超激辯論會！衰哥楣女誰帶賽？小心好運都被他趕跑了？
- 0417 超完美騙局！神鬼交鋒真人版現正熱映中
- 0418 怪談邪會：大顯神威！神明的力量讓你嚇破膽！
- 0419 破案關鍵：限時引爆！失控炸彈客讓生命危機四伏！

- 0422 驚魂鬼燈獎～鬼魅懶人包！讓你一次嚇個夠！
- 0423 超激辯論會！控制哥PK掌握姐！所有的事我批准了才算數！
- 0424 認獸作父？動物養大的孩子不是人…
- 0425 怪談邪會：請神容易送神難！詛咒遊戲你玩不起！
- 0426 破案關鍵：他的字典裡沒有懸案？！鑑證神探：楊日松。李昌鈺 3！

- 0429 驚魂鬼燈獎～半夜冷醒活見詭？小心是祂來看你…
- 0430 職業研討會～挑戰恐怖極限！殯葬業有你不敢了解的真相？！
- 0501 納命來！迷走地域沒讓你打算活著離開？！
- 0502 怪談邪會：天后顯靈傳奇！媽祖神蹟不思議？！
- 0503 破案關鍵：打開黑盒子還原恐怖空難真像？！

- 0506 驚魂鬼燈獎～陰氣逼人！到底是想嚇死誰？！
- 0507 職業研討會～醫生驚驚？！救命病棟裡有你不敢聽的事…
- 0508 揭密報告！發現宇宙人藏身的外星城市？！
- 0509 怪談邪會：侵門踏戶！鬼屋探險讓你連呼吸都緊繃？！
- 0510 破案關鍵：錯誤行為！模倣犯竟然把「人魔」當榜樣？！

- 0513 驚魂鬼燈獎～勇闖陰宅！「魎人」同行驚嚇免費？！
- 0514 破案關鍵：即刻救援！地震災情讓你怵目驚心？！
- 0515 別駭怕！歡迎光『靈』恐怖博物館？！
- 0516 怪談邪會：開卷有詭！東方妖怪百科裡都是害人精？！
- 0517 誰來喜酒：約會高富帥！今晚老娘就是要嫁出去？！

- 0520 驚魂鬼燈獎～夜半三更 『祂』在等著你回來？？
- 0521 破案關鍵：墜谷？撞邪？登山遇難要人命為什麼還一堆人去？！
- 0522 什麼樣的詛咒都有？怨念罩頂只有死路一條？！
- 0523 怪談邪會：下降頭、養蠱通通來！南洋邪降讓你挫咧等？！
- 0524 超激辯論會！熟齡姐PK稚齡妹妹！頂尖保養高手到底是誰？！

- 0527 驚魂鬼燈獎～恐懼的總和有多大？鬼頭腦告訴你…
- 0528 破案關鍵：剖析瘋狂殺手！CSI犯罪心理學全面開課！
- 0529 暴走野獸？動物傷人百分百要你命？！
- 0530 怪談邪會：地縛靈現身？戰地靈異讓你大開詭戒？！
- 0531 親子聯手秀神技！親愛的！我把小孩變達人！

- 0603 驚魂鬼燈獎～我在鬼鬼鬼島的日子…撞見祂？！
- 0604 破案關鍵：刑事鑑定X心理戰術！CSI科學辦案逮真兇！
- 0605 直擊惡靈怪湖！詭景探險隊等你來報名？！
- 0606 怪談邪會：靈異顯像！照片裡的祂到底是誰？！
- 0607 誰來喜酒：單身OUT！無論如何就是要把自己嫁出去？！

- 0610 驚魂鬼燈獎～來自幽冥的恐怖插播你敢接嗎？！
- 0611 靈界口譯專家！天地人三界語言他們攏ㄟ通…
- 0612 吞噬系怪獸現身！這些「恐怖生命體」包準你沒見過？！
- 0613 怪談邪會：魔水怪談！妖邪詭怪都在水面下？！
- 0614 幽靈？大體？最讓醫護人員崩潰的是…

- 0617 驚魂鬼燈獎～鬼魅的約會！你想和祂出去玩嗎？！
- 0618 危險駕駛？殺人路段？奪命關頭開車請小心！！
- 0619 特異功能X檔案？怪人超能力讓你不敢置信？！
- 0620 怪談邪會：怨靈、魔神、鬼地方！夜遊遇到祂就慘了？！
- 0621 導遊挑得好性命才能保？！旅行禁忌手冊請仔細研讀！！

- 0624 驚魂鬼燈獎～地「嚇」室有詭…你敢走下去嗎？！
- 0625 破案關鍵：颱風颶風龍捲風！殺人怪風不給你活命的機會？！
- 0626 比NASA還厲害！遠古高科技和你想的不一樣？！
- 0627 怪談邪會：人面獸身妖怪！看見牠就等著被詛咒？！
- 0628 「嚇」夜晚風！淒厲怪團半夜出發中…※新單元 淒厲怪團

- 0701 驚魂鬼燈獎～鬼怪的進擊！誰有能力招架的住？！
- 0702 破案關鍵：入住「恐怖旅社」叫破喉嚨也沒人來救你？！
- 0703 『致命幻法！恐怖巫術操控著世界的命運？！
- 0704 怪談邪會：猛鬼大學聯合招生！膽小者快跑？！
- 0705 命理有夠準：解析『招陰命格』！原來他們看得到是有原因的…

- 0708 驚魂鬼燈獎～魔神仔壞壞！半夜從牆上浮出來嚇誰啊？！
- 0709 破案關鍵：醫療疏失好恐怖！驚悚醫院要命慎入？！
- 0710 嗜血妖魔是真的！殭屍和吸血鬼就在你身邊？！
- 0711 怪談邪會：下水遇到詭？陰森水域都是異度空間的手？！
- 0712 命理有夠準：動不動就見紅！『血光之災面相』危機四伏…

- 0715 驚魂鬼燈獎～樹大招陰！夜裡出門別往樹林裡走？！
- 0716 破案關鍵：懸案未破死者冤！陰陽兩界同步追兇？！
- 0717 怪談邪會：廢棄醫院探險！這回真的不太妙？！
- 0718 奪魂禁地！黯領域裡不容許生命存在？！
- 0719 命理有夠準：老公對不起！原來我有剋夫命格…

- 0722 驚魂鬼燈獎 是人還是鬼？低頭從跨下看就知道？！
- 0723 怪談邪會：噓！黯陰隧道裡滿滿的都是祂？？？
- 0724 『英』魂不散！猛詭部隊半夜還在急行軍？！
- 0725 怪談邪會：賭錢還是賭命？！賭場詭事都祂在管…
- 0726 命理有夠準：搶救超悽慘『破病面相』！補氣改命就靠這一招？！

- 0729 驚魂鬼燈獎～夜深了早點回家！鬼月的街頭不是開玩笑的？！
- 0730 淒厲怪團：半夜擅闖廢棄校園！下場自己看著辦？！
- 0731 牛頭馬面帶不走！硬命份子竟然『死而復生』？！
- 0801 怪談邪會：媽祖降魔錄！海上女神顯靈有夠威…
- 0802 破案關鍵：起飛降落事故多！死神接機時刻誰躲得過？！

- 0805 驚魂鬼燈獎～暫時停止呼吸！千萬別讓阿飄發現你？！
- 0806 破案關鍵：怨魂不散！『刑場怪談』靈動熱映中…
- 0807 蒸煮炒炸樣樣來？！3D食人族比食人魚還驚悚？！
- 0808 局部認親大會！到底誰才是我的明星阿爸？！
- 0809 職業研討會～七月半的戲棚下觀眾不是人？！

- 0812 驚魂鬼燈獎～寒氣逼魂！厲陰房的小木馬是誰在騎？！
- 0813 破案關鍵：殯葬內幕超駭人！聽了一輩子都忘不了…
- 0814 奪魂禁地！黯領域裡不容許生命存在？！
- 0815 怪談邪會：撬開陰鎖鬼門開！生人不得不避的亡月禁忌？！
- 0816 職業研討會～暗殺綁架OUT！大明星的『終極保鑣』超威猛！

- 0819 驚魂鬼燈獎～陰人捉賊！是誰偷走祂的金斗甕？！
- 0820 破案關鍵：警視廳也有神鬼傳奇？破案就在『靈』瞬間？！
- 0821 向死神下戰帖！死亡特技玩到把心臟吐出來？！
- 0822 怪談邪會：夜衝阿飄集散地！少年ㄟ 慘啦？！
- 0823 局部認親大會！紅粉閨蜜的身體密碼我最瞭！？！

- 0826 驚魂鬼燈獎～普渡大忌！給阿飄的洗臉水千萬別打翻了？！
- 0827 詭屋脫逃中：靈動高校有詭！地縛靈不要跟著我！
- 0828 巨石陣謎團！到底是墓地還是宇宙開刀房？！
- 0829 怪談邪會：人形魔物！東瀛女妖現身絕對沒好事？！
- 0830 （重播2012系列）

- 0902 驚魂鬼燈獎～兇猛鬼夜！要命就千萬別出門？！
- 0903 猛鬼差館！正氣警察也會撞到鬼…
- 0904 安心上路？！交通意外都是『祂』在搞鬼？！
- 0905 （重播2012系列）
- 0906 （重播2012系列）

- 0909 驚魂鬼燈獎～半夜聽到震地聲！小心是殭屍來了？！
- 0910 破案關鍵：警局靈異實錄！帶陰煞的凶案證物是鎮不住的…
- 0911 數字魔咒！讓你被死神掌握的闇黑密碼？！
- 0912 怪談邪會：靈蛇出世！是妖？是仙？還是吃人魔物？！
- 0913 職業研討會：呷霸尚爽！今仔日超級總舖師來辦桌！！

- 0916 驚魂鬼燈獎～法醫見鬼！看來案情並不單純？！
- 0917 新聞神探：神明衣、紙紮人！為『靈』服務的文創藝術？！
- 0918 連鬼也越獄！超級監獄進得去出不來？！
- 0919 怪談邪會：陰城古剎！千年古都裡到處都是阿飄的蹤影？！
- 0920 超激辯論會～男人幫PK姐妹淘：我的愛情金句才是至理名言！

- 0923 驚魂鬼燈獎～千萬別讓身體空著！小心祂趁機住進來？！
- 0924 詭屋脫逃中：嚇令營探險！參賽者全都失了魂？！
- 0925 侏儸紀公園是真的？人和恐龍是同年代的好鄰居？！
- 0926 超激辯論會～奧少年鬥病西施：我的身體整組壞光光！
- 0927 怪談邪會：奇神怪煞！祂們到底是好神還是魔神？！

- 0930 驚魂鬼燈獎～叩叩叩！惡靈上門有人在家嗎？！
- 1001 詭屋脫逃中：擅闖厲陰宅就乖乖嚇暈吧？！
- 1002 星際聯盟：外星人和地球人簽定神祕邦交協議？！
- 1003 命理有夠準：老公對不起！原來我有剋夫命格…
- 1004 撂倒小三小四！正宮的必勝美人計保證超心機？！

- 1007 驚魂鬼燈獎～別在事故地點講鬼故事！不然有你好看？！
- 1008 詭屋脫逃中：生存遊戲！探險家也難掙脫魔掌？！
- 1009 命理有夠準：衰尾情人！情路坍方面相有藥醫嗎？？
- 1010 怪談邪會：妖獸都市！我們到底都和什麼住在一起？！
- 1011 銅牆鐵壁也能越獄？這些囚犯沒人關得住？！

- 1014 有仇必報！百倍奉還！我比半澤直樹還要有殺氣！！（上）
- 1015 有仇必報！百倍奉還！我比半澤直樹還要有殺氣！！（下）
- 1016 最新神秘怪獸來了！你敢養牠們當寵物嗎？！
- 1017 怪談邪會：神秘國度的鄉野奇譚你聽過嗎？！
- 1018 詭屋脫逃中：深夜的野戰樂園小心祂摸哨？！

- 1021 驚魂鬼燈獎～被惡犬攻擊！也許是你身上卡到髒東西…
- 1022 當名嘴尬上女神！聰明與美麗的知識火拼戰！！（上）
- 1023 當名嘴尬上女神！聰明與美麗的知識火拼戰！！（下）
- 1024 怪談邪會：地下室有鬼！不要和阿飄搶地方住？！
- 1025 破案關鍵：超靈能『法院』！有冤屈的都會來報到…

- 1028 驚魂鬼燈獎～近視遠視都還好！就怕不小心『靈異視』！！
- 1029 廟口女神才藝大戰！到底誰的表演卡吸睛！！
- 1030 決戰好萊塢特效化妝！FACE OFF萬聖派對造型比厲鬼還猛！！
- 1031 怪談邪會：山魅精怪！爬得越高遇到的就越多？！
- 1101 詭屋脫逃中：隔牆有鬼？古宅脫逃千萬別尖叫！

- 1104 怪談邪會：想紅不要命！靈異外景主持人通通玩真的！
- 1105 愛的總舖師：人妻料理混淆大賽！老公猜得出哪一道是太太的手路菜嗎？
- 1106 集體消失謎團！他們到底從地球上蒸發去哪了？！
- 1107 驚魂鬼燈獎～暫時停止呼吸！真的能躲過殭屍攻擊？！
- 1108 詭屋脫逃中：靈動漆彈場！是祂躲在暗處埋伏？

- 1111 驚魂鬼燈獎～凶宅？廢墟？開天眼？這些事都會讓你夜夜見詭！！
- 1112 喪命寫真！美女就是要和吃人猛獸三貼才性感？！
- 1113 星際特搜局公告：外星怪獸出沒！請小心人身安全？！
- 1114 超激辯論會～我的瘋狂生日遊戲才能把場子炒HIGH？！
- 1115 詭屋搜查中：遊樂場被外星人入侵？誰能找出可疑證物？！

- 1118 驚魂鬼燈獎：出外拍戲最怕夜半三更有人靈反應！！ 来宾：马西屏,李妍瑾,赖芊合,张文绮,陈文山
- 1119 野球大復活！我們也要受邀參加職棒開球表演？！ 来宾：孙协志,阿翔,阿Ben,张立东,黄豪平,Nikita,逸祥
- 1120 靜態的巨獸！駭人植物的殺傷力不比怪獸差？！ 来宾：马西屏,彭华幹,黄敬平,Paul,詹子晴
- 1121 黑心火鍋要小心！從湯品到火鍋料都有食安問題？！ 来宾：陈耀宽,焦志方,林秋香,刘骏耀,余皓然,洪百榕
- 1122 诡屋搜查中 超市大搜查！揪出妨碍商誉的黑心商品 来宾：陈势安,林采缇,米可白,黄镫辉

### 2014年
- 0101　超驚人荒谷惡蟲! 被咬一口你就沒命了？！　(來賓：馬西屏、彭華幹、黃敬平、眭澔平、Ruby)
- 0102　手腳冰冷不是小問題! 你的身體正在發出臨終前的求救訊號　(來賓：王宇婕、殷琦、小禎、陳柏臣、羅佩琳、全嘉莉)
- 0103　有毒牛奶盒? 致癌泡麵碗? 食物容器藏劇毒千萬要當心

- 0106　驚魂鬼燈獎 靈動胎兒? 挖墳怪人? 撞邪怪談背後有駭人真相
- 0107　愛的總鋪師 人妻料理混淆大賽Part3 親愛的 我煮的你敢不吃嗎?
- 0108　機密影片公開! 解剖外星生物原來他們也有份
- 0109　愛美就亂吃減肥藥! 小心甲狀腺出現問題
- 0110　食安索命七煞! 危險食物通通藏夜市裡?

- 0113　驚魂鬼燈獎 夜宿墓仔埔阿飄跟回家！ 有沒有必要玩這麼大
- 0114　尖叫崩潰！ 飆淚失控！拼了命也要成為喪命寫真2封面女郎
- 0115　不人道恐怖實驗室！ 致命病毒一旦外流就糟了
- 0116　三餐都靠24小時超商？ 便利人生 真的健康沒問題?
- 0117　都是因為它才會這麼美！ 女明星愛用年度變美法寶大開

- 0120　驚魂鬼燈獎 看不見的恐怖室友！ 每晚都在枕邊陪你睡
- 0121　愛的總鋪師 夫妻料理混淆大賽！
- 0122　擅闖陵寢小心機關！ 千年古墓裡充滿不解之謎
- 0123　樂命危機 肩頸酸痛不適肩上有鬼? 而是死神找上你的恐怖預告
- 0124　踢爆傷身黑心年貨！ 團圓夜才不會變成斷魂夜

- 0127　驚魂鬼燈獎 陰地鬼整人! 不管你有意無心祂就是要弄你
- 0128　歲末年終就是要看這個啦! 企業最愛超有梗尾牙秀
- 0129　暫時停止呼吸 空氣裡充滿了隱形健康殺手

- 0203　怪談邪會 天后顯聖傳奇! 媽祖神力不思議!
- 0204　原住民育兒寶典 充滿搞笑短劇情節
- 0205　金磚銀瓦打造的奢華人生! 土豪金的花錢之道讓人嘖嘖稱奇
- 0206　樂極生肥! 春節身材大發福怎樣才能對抗過年胖?
- 0207　晨間驚魂 不健康早餐 一步步崩壞你的身體

- 0210　驚魂鬼燈獎 靈異大佈局! 小心別落入祂們嚇人的圈套!
- 0211　破病不只是身體虛! 居家風水和病魔真的有關係!
- 0212　史前動物園 華麗開幕! 遊園途中請小心猛獸攻擊
- 0213　藥命危機 致命細菌狙擊事件! 牙齒崩壞的傢伙
- 0214　串燒碳烤超好吃! 但裡面藏了一堆恐怖病灶你知道嗎?!

- 0217　驚魂鬼燈獎:夜巡校園見鬼 致命密碼 讓祂們一起上天堂
- 0218　決戰 喪命寫真3 厄獸現身女星全部淚崩嚇到
- 0219　吞蛇人? 絕命特技團? 印度不思議事件好驚彩
- 0220　藥命危機 長期咳嗽半夜氣喘 呼吸道崩壞下一步就是見閻王
- 0221　超強去污力等於超強去命力? 清潔劑怎麼用才不會洗掉寶貴生命?

- 0224　驚魂鬼燈獎 想嚇死誰 恐怖飯店裡是誰在看靈異節目
- 0225　愛的總鋪師 料理嬌妻大展廚藝 老公吃得出哪款才是自宅料理嗎
- 0226　隱藏版金字塔神秘曝光 到底裡面藏了什麼秘密
- 0227　最強誘惑法寶大車拼 約會女王選拔大賽
- 0228　熬夜不睡付出的代價身體賠不起!

- 0303　驚魂鬼燈獎 墓園攝影揪鬼來! 靈異小說情節像噩夢般降臨
- 0304　愛的總鋪師 購物專家的拿手好菜老公們嚐得出來嗎?
- 0305　鷹眼看世界 猛禽出閘不迴避就準備掛點啦
- 0306　怪談邪會 精神好不想睡覺? 都市傳說聽完保證嚇到失眠
- 0307　逆齡大叔的反擊我們才是正港男子漢!

- 0310　驚魂鬼燈獎 想嚇死誰? 恐怖飯店裡是誰在看靈異節目?
- 0311　部落的瘋狂卡拉事件 六桌貴賓點播的是…
- 0312　鯉魚恐怖襲擊? 蜘蛛生化武器? 自然界逆勢反攻誰擋得住?
- 0313　和不老外星人交往的絕招? 讓我們一起凍齡吧!
- 0314　破案關鍵 透視DNA裡的破案密碼

- 0317　驚魂鬼燈獎 印堂發衰! 被帶到另一個世界是有可能的
- 0318　破案關鍵 天后不佳? 難修失當!天災人禍齊發空中危機誰能阻擋?
- 0319　超奇幻殘留! 孟婆湯沒洗掉的前世記憶
- 0320　原住民上診所 笑話還是鬧不停的啦
- 0321　破案關鍵 恐怖旅社! 有錢入住沒命出來!

- 0324　驚魂鬼燈獎 亂入陰巢打擾鬼被糾纏只是剛好而已
- 0325　吃到上天堂的恐怖搭配! 食物相剋化學效應表請筆記!
- 0326　棄城廢墟! 遠古世界的文明遺跡見詭了
- 0327　再搞笑就把你捉起來! 原住民的派出所很歡樂的啦
- 0328　破案關鍵 這一切都和計程車有關

- 0331　怪談邪會 天真有邪?! 這些鬼魅故事都和小朋友有關係
- 0401　為什麼要來騙我上通告? 喪命寫真4 到底要逼死誰?
- 0402　愛的總鋪師 主啊! 請原諒我! 猜錯老婆的菜都是不小心的啦
- 0403　走到哪裡都搞笑! 原住民上教堂好像上天堂?
- 0404　破案關鍵 超離奇毒殺事件居然是用它犯罪的?

## 外部連結
- 愛喲我的媽 （页面存档备份，存于）
- 愛喲我的媽的Facebook專頁

| 臺灣 緯來綜合台 每週一至五21:00 | 臺灣 緯來綜合台 每週一至五21:00          | 臺灣 緯來綜合台 每週一至五21:00 |
| ------------------------------- | ---------------------------------------- | ------------------------------- |
|                                 | 愛喲我的媽 （2011.6.6 – 2014.4.4）       |                                 |
| —                               | 來自星星的事 （2014.04.07 - 2014.08.05） |                                 |